# Combatants Will Be Dispatched!
Combatants Will Be Dispatched! (яп. 戦闘員、派遣します！ Сэнто:ин, хакэнсимасу!) — ранобэ, написанное Нацумэ Акацуки с иллюстрациями Какао Лантанум. Издательство Kadokawa Shoten выпускает его в виде отдельных томов с ноября 2017 года под импринтом Kadokawa Sneaker Bunko. Книги были адаптированы в мангу с иллюстрациями Масааки Киасы, выходившей в журнале Monthly Comic Alive издательства Media Factory с марта 2018 года. Также студия J.C.Staff создала экранизацию в виде аниме-сериала, чья премьера прошла с апреля по июнь 2021 года.

## Сюжет
«Злодейская организация» «Корпорация Кисараги» практически полностью захватила контроль над Землёй, после чего решила расширить своё влияние на другие планеты. Для этого они отправляют Боевого агента Шесть и недавно созданного андроида Алису в другой мир с помощью ещё нетестированного телепортера.
Посланцы прибывают в мир, напоминающий средневековую фэнтезийную Европу, и быстро оказываются заманены на службу в королевстве Грейс. Теперь им предстоит одновременно защищать королевство и его принцессу от наступающей армии демонов и набирать «злодейские очки», чтобы основать базу для «Кисараги» на новой планете.

## Персонажи
Боевой агент 6 (яп. 戦闘員六号 Сэнто:ин року-го:, в переводе Wakanim «Комбатант №6»)
Сэйю: Юсукэ Сираи
Один из боевых агентов «Кисараги», обманом втянутый в работу на корпорацию ещё со времени учёбы в школе. Его настоящее имя неизвестно. Выступает в роли разведчика в новом мире. Он должен совершать подлые и пошлые действия, чтобы зарабатывать «злодейские очки», но такая тактика оказывается неожиданно эффективной в борьбе с демонами. Герой крайне похож на Кадзуму из KonoSuba, предыдущей работы автора, но в отличие от Кадзумы Шестому не нужно выглядеть «хорошим парнем», он с самого начала идентифицирует себя «злодеем». Хотя настоящее злодейство ему плохо удаётся, в основном Шестой получает свои очки за подростковые проделки и мелкие сексуальные приставания: сменить пароль с молитвы на непристойную фразу или заставить вражеского командира принимать эротические позы для фотографий — в его духе.
Алиса Кисараги (яп. キサラギ＝アリス Кисараги Арису)
Сэйю: Мию Томита
Боевой андроид «Кисараги», более ответственный из двух посланных в другой мир агентов. Имеет внешность 11-ти летней девочки. Благодаря ей решаются большая часть задач. Хотя в начале знакомства называла Шестого «псом», относится к нему как к непутёвому другу, которому надо помогать. В конце сериала ухаживала за Шестым. Может испытывать чувство радости, как обычный человек. Скептически относится к магии и всему сверхъестественному. Утверждает, что в неё встроен механизм самоуничтожения, который сработает при нанесении определённого количества урона.
Сноу (яп. スノウ Суно:)
Сэйю: Саяка Кикути
Командующая королевской стражей принцессы Тиллис, выросшая в трущобах сиротой и добившаяся своего положения ради сопутствующих богатства и славы. Красивая и стройная девушка с большой грудью. Была понижена в звании за то, что привела в королевство Шестого и Алису, и назначена адъютантом Шестого. Со временем со всеми в отряде сдружилась. Обладает вредной привычкой спускать все деньги на мечи с громкими именами. Со временем стала испытывать любовный интерес к Шестому.
Роза (яп. ロゼ Родзэ)
Сэйю: Нацуми Мураками
Химера в образе маленькой девочки, обладающая способностью копирования способностей любого существа, что она съест. Со временем начинает испытывать дружеские чувства к Шестому.
Гримм (яп. グリム Гуриму)
Сэйю: Минами Такахаси
Архиепископ Зенарита, часто засыпает в ходе сражений. Красивая и стройная девушка. Она является тёмным магом, насылающим проклятия на врагов, но эти проклятия работают «может быть, в 80 % случаев», и вероятность срабатывания существенно снижается, если она использует их повторно, вплоть до того, что проклятие может вместо противника сработать на ней. Перемещается в инвалидной коляске, но только из-за того, что одно из таких отражённых проклятий не даёт ей носить обувь. Как архиепископ, в случае смерти может быть возрождена в ближайшем храме после принесения подношений. Со временем сдружилась со всеми в отряде. Когда Шестой сказал, что замолвит слово о её переводе в другой отряд, воспротивилась этому. Испытывает любовный интерес к Шестому.

## Медиа

### Ранобэ
Первый том ранобэ был опубликован 1 ноября 2017 года издательством Kadokawa Shoten под импринтом Kadokawa Sneaker Bunko. На апрель 2021 года всего выпущено шесть томов.
Ранобэ лицензировано для выпуска в Северной Америке издательством Yen Press.

### Манга
Манга-адаптация истории с иллюстрациями Масааки Киасы начала публиковаться в журнале Monthly Comic Alive издательства Media Factory 27 марта 2018 года. На март 2021 года всего было выпущено шесть танкобонов.

### Аниме
15 марта 2020 года в ходе стриминга события в честь года с момента запуска сайта ранобэ Kimirano компании Kadokawa было объявлено о том, что Combatants Will Be Dispatched! будет адаптировано в виде аниме. За производство сериала отвечала студия J.C.Staff, премьера прошла 4 апреля 2021 года на AT-X, Tokyo MX, KBS Kyoto, SUN и BS-NTV. Режиссёром аниме стал Хироаки Акаги, сценаристом — Юкиэ Сугавара, дизайнером персонажей — Сота Сува, а композитором — Масато Кода. Мику Ито исполнила начальную тему сериала «No.6», а Мию Томита, Саяка Кикути, Нацуми Мураками и Минами Такахаси — завершающую «Home Sweet Home» от имени своих персонажей.
Компания Funimation выступила одним из продюсеров аниме и транслирует его на своём сайте для Северной Америки и Британских островов. В Европе трансляция осуществляется через Wakanim, а в Австралии и Новой Зеландии — через AnimeLab. Muse Communication лицензировала сериал для показа в Юго-Восточной и Южной Азии и показывает его там через свой канал Muse Asia на YouTube и Bilibili.

## Критика
Combatants Will Be Dispatched!, как и другие работы того же автора KonoSuba и Kemono Michi: Rise Up, является пародией на популярный жанр исэкай (хотя технически к нему не относится), в этот раз поданной через противопоставление научной фантастики и фэнтези. Так как основу сюжета составляет юмор, построение мира выполнено довольно поверхностно. Слабой стороной произведения стали персонажи — они базово являются копиями тех же типажей, что и в предыдущих произведениях автора: помешанная на взрывах (собственных) Алиса, неумелая мечница Сноу и владеющий непрактичными заклинаниями маг Гримм.